# Таудени
Бассейн Таудени — крупное геологическое образование в Западной Африке, осадочный бассейн размером 1 млн кв. км., названный в честь деревни Тауденни на севере Мали. Он охватывает значительную часть западноафриканского кратона в Мавритании и Мали, часть территории также в Алжире. Бассейн представляет значительный интерес в связи с возможными запасами нефти.

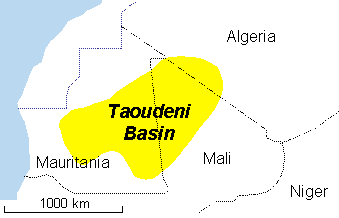
Приблизительная протяжённость бассейна Таудени

Основные осадочные бассейны Западной Африки

## Описание
Таудени — самый крупный осадочный бассейн в Северо-Западной Африке, сформировавшийся в период от среднего до позднего протерозоя, сложенный до глубины 6000 метров позднекембрийскими и палеозойскими отложениями. Стратиграфия в целом: карбонатные породы верхнего протерозоя — 2000 м, песчано-глинистые отложения палеозоя до 3000 м, далее мезозоя и кайнозоя около 300 м. Такое строение давало основание предполагать наличие нефти. Потенциально нефтеносными породами являются среднедевонские рифовые известняки, нижнедевонские и ордовикские песчаники. Разведочные работы в бассейне проводились с середины 1950 годов советскими и французскими геологами, а также геологами других стран. В ходе этих работ были составлены геологические карты, однако они долгое время не могли выявить нефти. Лишь в 1970—1980 годах в позднекембрийских, силурийских и позднедевонских формациях скважины показали наличие нефти и газа.

## Нефтедобыча
Так как Мали является одной из беднейших стран мира, правительство этой страны стремится создать нефтяную промышленность. Для привлечения иностранных нефтяных компаний правительство Мали в 2002 г. подготовило новую редакцию принятого в 1969 г. нефтяного законодательства и в конце 2004 г. создало новый регулирующий орган — Authority for the Promotion of Oil Research to Mali (AUREP). Перспективные территории были разбиты на 25 блоков, часть из них уже переданы в распределённый фонд.
Работа по разведке ведётся также Мавританией.

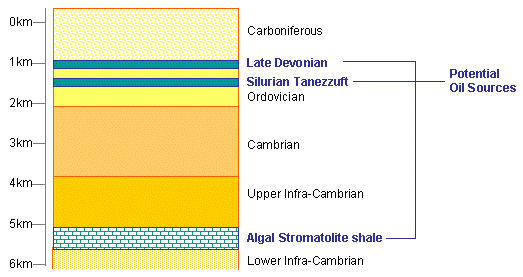
Возможное сечение центрального бассейна Таудени